# Belgische kampioenschappen veldrijden 2018
De Belgische kampioenschappen veldrijden 2018 werden gehouden in het weekend van 13 en 14 januari 2018 in Koksijde;

## Uitslagen

### Mannen elite
| pos.   | renner                 | tijd    |
| ------ | ---------------------- | ------- |
| Goud   | Wout van Aert          | 1u02:03 |
| Zilver | Laurens Sweeck         | + 42"   |
| Brons  | Daan Soete             | + 58"   |
| 4.     | Toon Aerts             | + 1'04" |
| 5.     | Jens Adams             | + 1'30" |
| 6.     | Michael Vanthourenhout | + 1'46" |
| 7.     | Tim Merlier            | + 1'54" |
| 8.     | Kevin Pauwels          | + 2'05" |
| 9.     | Wietse Bosmans         | + 2'09" |
| 10.    | Quinten Hermans        | + 2'17" |

### Mannen elite zonder contract
| pos.   | renner            | tijd    |
| ------ | ----------------- | ------- |
| Goud   | Vincent Baestaens | 1u06:50 |
| Zilver | Braam Merlier     | + 11"   |
| Brons  | Joeri Adams       | + 1'17" |

### Vrouwen
| pos.   | renner              | tijd    |
| ------ | ------------------- | ------- |
| Goud   | Sanne Cant          | 44'27"  |
| Zilver | Ellen Van Loy       | + 1'05" |
| Brons  | Loes Sels           | + 1'19" |
| 4.     | Laura Verdonschot   | + 1'42" |
| 5.     | Kim Van de Steene   | + 2'00" |
| 6.     | Joyce Vanderbeken   | + 2'54" |
| 7.     | Suzanne Verhoeven   | + 3'08" |
| 8.     | Karen Verhestraeten | + 3'30" |
| 9.     | Marthe Truyen       | + 3'52" |
| 10.    | Jolien Verschueren  | + 4'49" |

### Mannen U23
| pos.   | renner             | tijd    |
| ------ | ------------------ | ------- |
| Goud   | Thijs Aerts        | 52'35"  |
| Zilver | Toon Vandebosch    | + 13"   |
| Brons  | Stijn Caluwé       | + 40"   |
| 4.     | Yannick Peeters    | + 56"   |
| 5.     | Pieter-Jan Vliegen | + 1'01" |
| 6.     | Andreas Goeman     | + 1'07" |
| 7.     | Jelle Schuermans   | + 1'16" |
| 8.     | Timo Kielich       | z.t.    |
| 9.     | Yentl Bekaert      | + 1'18" |
| 10.    | Mathijs Wuyts      | + 1'41" |

### Vrouwen U23
| pos.   | renner            | tijd    |
| ------ | ----------------- | ------- |
| Goud   | Suzanne Verhoeven | 47'35"  |
| Zilver | Marthe Truyen     | + 44"   |
| Brons  | Axelle Bellaert   | + 1'02" |
| 4.     | Jinse Peeters     | + 4'40" |
| 5.     | Tessa Zwaenepoel  | + 5'28" |
| 6.     | Meg De Bruyne     | + 6'05" |
| 7.     | Laure Michels     | + 6'35" |
| 8.     | Jana Dobbelaere   | + 6'52" |
| 9.     | Kiona Crabbé      | + 6'55" |

### Mannen junioren
| pos.   | renner              | tijd    |
| ------ | ------------------- | ------- |
| Goud   | Jarno Bellens       | 38'59"  |
| Zilver | Witse Meeussen      | + 2"    |
| Brons  | Niels Vandeputte    | z.t.    |
| 4.     | Gerben Kuypers      | z.t.    |
| 5.     | Anton Ferdinande    | + 50"   |
| 6.     | Jelle Vermoote      | z.t.    |
| 7.     | Len Dejonghe        | + 55"   |
| 8.     | Maxim Dewulf        | + 1'28" |
| 9.     | Arno Van Den Broeck | + 1'51" |
| 10.    | Ryan Cortjens       | + 1'59" |

### Jongens Nieuwelingen (2e jaar)
| pos.   | renner               | tijd   |
| ------ | -------------------- | ------ |
| Goud   | Thibau Nys           | 31'45" |
| Zilver | Jetze Van Campenhout | +16"   |
| Brons  | Dante Coremans       | +47"   |

### Jongens Nieuwelingen (1e jaar)
| pos.   | renner         | tijd   |
| ------ | -------------- | ------ |
| Goud   | Jelle Harteel  | 32'59" |
| Zilver | Mathis Avondts | +34"   |
| Brons  | Brent Blommen  | +49"   |

### Meisjes Nieuwelingen
| pos.   | renner          | tijd    |
| ------ | --------------- | ------- |
| Goud   | Julie Brouwers  | 31'37"  |
| Zilver | Julie Roelandts | + 58"   |
| Brons  | Kiona Dhondt    | + 1'13" |

Kampioenschappen:  Wereldkampioenschappen ·
 Europese kampioenschappen ·
 Belgische kampioenschappen ·
 Nederlandse kampioenschappen
Klassementen:  Wereldbeker ·
 Superprestige ·
 DVV Verzekeringen/IJsboerke Trofee ·
 EKZ CrossTour ·
 TOI TOI Cup ·
 Coupe de France ·
 Copa de España ·
 New England Series ·
 US Cup
Overig:  Brico Cross ·
 Soudal Classics
Geen UCI-cat.:  Giro d'Italia Ciclocross
1910 · 
1911 · 
1912 · 
1913 · 
1914 · 
1915-1920 · 
1921 · 
1922 · 
1923 · 
1924 · 
1925 · 
1926 · 
1927 · 
1928 · 
1929 · 
1930 · 
1931 · 
1932 · 
1933 · 
1934 · 
1935 · 
1936 · 
1937 · 
1938 · 
1939 · 
1940 · 
1941 · 
1942 · 
1943 · 
1944 · 
1945 · 
1946 · 
1947 · 
1948 · 
1949 · 
1950 · 
1951 · 
1952 · 
1953 · 
1954 · 
1955 · 
1956 · 
1957 · 
1958 · 
1959 · 
1960 · 
1961 · 
1962 · 
1963 · 
1964 · 
1965 · 
1966 · 
1967 · 
1968 · 
1969 · 
1970 · 
1971 · 
1972 · 
1973 · 
1974 · 
1975 · 
1976 · 
1977 · 
1978 · 
1979 · 
1980 · 
1981 · 
1982 · 
1983 · 
1984 · 
1985 · 
1986 · 
1987 · 
1988 · 
1989 · 
1990 ·
1991 ·
1992 ·
1993 ·
1994 ·
1995 ·
1996 ·
1997 ·
1998 ·
1999 ·
2000 · 
2001 · 
2002 · 
2003 · 
2004 · 
2005 · 
2006 · 
2007 · 
2008 · 
2009 ·
2010 ·
2011 ·
2012 ·
2013 ·
2014 ·
2015 ·
2016 ·
2017 ·
2018 ·
2019 ·
2020 ·
2021 ·
2022 ·
2023 · 2024 · 2025